# Животињска фарма (представа)
Животињска фарма је позоришна представа коју је режирао Даријан Михајловић, према драматизацији Вање Шевић истоимене књиге Џорџа Орвела . Премијерно је приказана 8. априла 2021. у позоришту ДАДОВ.

## Радња
Радња представе отпочиње причом Старог Мајора својим пријатељима сa фарме. Он говори о великој побуни и свету без људи, због чега животиње једне ноћи нападају и преотимају фарму.
На власт су дошли Наполеон и Сноубол. Уводе реформе за бољи живот и доносе седам заповести. Живот је животињама био леп и угодан. Потом су дошли људи и и почели да се боре против животиња и изгубили. Након неколико дана Сноубол је протеран с фарме и Наполеон је преузео власт. Живот је од тада био тежи, а седам заповести је промењено како је свињама одговарало, нпр. “Сви су једнаки, али неки су једнакији од других.”
Све животиње осим свиња и Наполеонових паса морале су више да раде, добијају мање хране и неуживају у повластицама. Једне ноћи фарма је претворена из Животињске у Властелинску. Те ноћи такође је дошло до свађе између свиња и људи и то је доказало да је Наполеон издао животиње и само хтео већу власт. “Није се више знало ко је свиња, а ко човек.”

## Награде
Представа је освојила гран-при за најбољу представу на 9. Интeрнaциoнaлном фeстивaлу срeдњoшкoлскoг тeaтaрскoг ствaрaлaштвa „Jувeнтaфeст” у Сарајеву.

## Улоге
| Лица | Глумци            |
| ---- | ----------------- |
|      | Никола Брун       |
|      | Валентина Бијалов |
|      | Анеђала Џаферовић |
|      | Огњен Иванов      |
|      | Жана Јеловац      |
|      | Лазар Јешић       |
|      | Матеја Јовановић  |
|      | Павле Кнежевић    |
|      | Борис Максимовић  |
|      | Јана Мартинов     |
|      | Тијана Мићуновић  |
|      | Нина Недић        |
|      | Филип Папрић      |
|      | Влада Папрић      |
|      | Јована Петровић   |
|      | Нађа Прочковић    |
|      | Никола Радуловић  |
|      | Лена Стаменковић  |
|      | Драган Суботић    |
|      | Александар Тадић  |
|      | Мина Вујичиић     |
|      | Реља Штиглић      |